# Géographie du Danemark
Le Danemark est un pays d’Europe du Nord dont la capitale est Copenhague.

## Généralités
Le Royaume de Danemark est un État souverain constitué de trois pays :
- le Danemark au sens propre, territoire métropolitain situé au centre-nord de l'Europe.
- les îles Féroé, archipel de l'Océan Atlantique nord-est, entre l'Écosse et l'Islande.
- Le Groenland, grande île au nord-est de l'Amérique du Nord entre les océans Atlantique Nord et Arctique.

Le Groenland est de loin le plus vaste de ces trois pays avec 2 166 086 km2. Il fait du Royaume de Danemark le 12e État souverain au monde en termes de superficie. Les îles Féroé et le Groenland regroupent chacun moins de 1% de la population du Royaume.
Bordé par la mer Baltique, le Cattégat, le Skagerrak et la mer du Nord, le Danemark est situé au nord de l’Allemagne, au sud-sud-ouest de la Suède et au sud de la Norvège. Il est composé de deux grandes entités géographiques : la péninsule du Jutland, langue de terre prolongeant le nord de l’Allemagne, et d'un archipel d’îles principalement situées en mer Baltique.
La capitale Copenhague se trouve à l'extrémité est de cet archipel, sur l'île de Seeland, en face de la Suède. Elle fait du Danemark l'un des deux seuls États (avec la Guinée équatoriale) en partie continentaux dont la capitale est sur une île. L'île de Bornholm se trouve en mer Baltique à plus de 130 km à l'est de l'archipel principal, entre la Suède et la Pologne.
Extrêmement plat, le Danemark est le prolongement au nord de la plaine d'Europe du Nord. Son point culminant, le Møllehøj situé au centre-est du Jutland, culmine à 173 m. C'est l'un des plus bas points culminants d'un pays d'Europe, dépassant seulement ceux du Vatican, de Jersey et de Guernesey.
L’unique frontière terrestre du Danemark est avec l'État allemand du Schleswig-Holstein, au sud du Jutland.

## Géographie physique

### Les plus grands cours d'eau du Danemark
Plus de 100 km de longueur
- 1 - Gudenå : 176 km
- 2 - Storå : 104 km
- 3 - Varde Å : 100 km

De 50 à moins de 100 km de longueur
- 4 - Skjern Å : 94 km
- 5 - Suså : 83 km
- 6 - Karup Å : 78 km
- 7 - Ribe Å : 71 km
- 8 - Vidå : 69 km
- 9 - Odense Å : 60 km
- 10 - Kongeå : 50 km

### Les îles du Danemark
Plus de 1 000 km2
- 1 - Seeland - 7 031 km2
- 2 - Vendsyssel-Thy - 4 685 km2
- 3 - Fionie (Fyn) - 2 984 km2
- 4 - Lolland - 1 243 km2

De 500 à moins de 1 000 km2
- 5 - Bornholm - 588,53 km2
- 6 - Falster - 514 km2

De 200 à moins de 500 km2
- 7 - Mors (île) - 363,30 km2
- 8 - Als - 321 km2
- 9 - Langeland - 284 km2
- 10 - Møn - 237,47 km2

De 100 à moins de 200 km2
- 11 - Rømø - 129 km2
- 12 - Læsø - 118 km2
- 13 - Samsø - 114,26 km2

De 50 à moins de 100 km2
- 14 - Amager - 96) km2
- 15 - Ærø - 88 km2
- 16 - Tåsinge - 70 km2
- 17 - Fanø - 56 km2

De 20 à moins de 50 km2
- 18 - Fur - 22 km2
- 19 - Anholt - 21,75 km2

## Démographie

### Les plus grandes villes du Danemark2003
1. Copenhague - 1 085 813 habitants
2. Aarhus - 222 559 habitants
3. Odense - 145 374 habitants
4. Aalborg - 121 100
5. Esbjerg - 72 613
6. Randers - 55 897
7. Kolding - 54 526
8. Vejle - 49 782
9. Horsens - 49 457
10. Roskilde - 43 753
11. Greve Strand - 41 509
12. Næstved - 40 147
13. Silkeborg - 38 111
14. Fredericia - 36 819
15. Hørsholm - 36 001
16. Elseneur (Helsingør) - 34 906
17. Køge - 33 487
18. Viborg - 33 203
19. Holstebro - 31 805
20. Slagelse - 31 674
21. Taastrup - 30 982
22. Herning - 29 871
23. Hillerød - 28 143
24. Svendborg - 27 512
25. Sønderborg - 26 865
26. Hjørring - 24 724
27. Frederikshavn - 24 309
28. Holbæk - 24 081
29. Haderslev - 20 982
30. Skive - 20 723
31. Ishøj Strand - 19 424

Source: Danmarks Statistik.

### Population des îles danoises au1erjanvier 1997
1. Seeland - 2 033 467
2. Fionie (Fyn) - 438 521
3. Amager - 151 593
4. Lolland - 71 473
5. Als - 51 268
6. Bornholm - 44 924
7. Falster - 42 902
8. Mors (île) - 23 028
9. Langeland - 14 708
10. Møn - 10 368
11. Ærø - 7 600
12. Tåsinge - 6 256
13. Samsø - 4 331
14. Thurø - 3 638
15. Fanø - 3 241
16. Læsø - 2 362
17. Bogø - 1 014
18. Fur - 999
19. Orø - 936
20. Rømø - 805
21. Fejø - 625
22. Jegindø - 548
23. Sejerø - 405
24. Agersø - 279
25. Strynø - 211
26. Femø - 204
27. Enø - 203
28. Aarø - 199
29. Bjørnø - 54

## Sources
- Fiche du Danemark sur le CIA World FactBook